# Годлево-Вельке
Годлево-Вельке (пол. Godlewo Wielkie) — село на территории республики Польша, Мазовецкое воеводство, Острувский повят, гмина Нур. Расположено примерно в историческом регионе Мазовии в 8 км к северу от города Нур, 29 км к востоку от города Острув-Мазовецка, и 106 км к северо-востоку от города Варшавы. Население составляет 110 человек.
Первые сведения о селе Годлево-Вельке, расположенного в Мазовецком княжестве, относятся к середине XV века.
В 1438 году (по гербовнику С. Урусского) или в 1450 году (по гербовнику К. Несецкого) князь Болеслав IV Варшавский за многочисленные военные заслуги подарил поместье Годлево. На этой земле Станислав, принявший по фамилию по поместью — Годлевский, и его потомки заложили село Годлево, а также другие села Годлево с различными добавлениями: Годлево-Баски, Годлево-Любу, Годлево-Годуше и др.